# What So Not
What So Not is het dj-project van de Australische producer Chris Emerson, ook wel bekend als Emoh Instead. Het project werd opgericht door Emerson en de eveneens Australische Harley Streten, die beter bekendstaat als Flume. In 2014 werd bekend dat Streten de groep verliet, waarna Emerson solo verderging.

## Biografie
Het duo begon eind 2010 en ze brachten hun debuutalbum, 7 Dollar Bill, uit in november 2011 op Sweat It Out!.
Daarnaast maakten ze ook verschillende remixes en bootlegs voor onder andere Parachute Youth, Major Lazer, Van She en Airwolf. Vooral de remix van Major Lazer's Get Free zorgde voor een doorbraak.
In 2013 bracht het duo de albums, The Quack (WSN Club Dubs), The Quack en High You Are (Remixes), uit op Skrillex' OWSLA.
Eind 2013 en begin 2014 bracht het de singles Jaguar en Tell Me (met RL Grime) uit, die beide op SoundCloud meer dan vier miljoen luisteraars hadden.
In 2014 toerden ze voornamelijk doorheen de VS. Niet veel later werd bekend dat Flume de groep had verlaten. Het laatste project wat de twee samen deden was de langverwachte ep Gemini, die lyrisch werd ontvangen door recensenten. De ep werd gekozen tot de beste van het jaar door de bezoekers van de internetsite Reddit.

## Discografie

### Albums
| Album met eventuele hitnotering(en) in de Nederlandse Album Top 100 | Datum van verschijnen | Datum van binnenkomst | Hoogste positie | Aantal weken | Opmerkingen           |
| ------------------------------------------------------------------- | --------------------- | --------------------- | --------------- | ------------ | --------------------- |
| 7 Dollar Bill                                                       | 2011                  | 13-11-2011            | -               | -            | Sweat It Out!         |
| The Quack (WSN Club Dubs)                                           | 2013                  | 28-05-2013            | -               | -            | OWSLA                 |
| The Quack                                                           | 2013                  | 26-06-2013            | -               | -            | OWSLA                 |
| High You Are (Remixes)                                              | 2013                  | 15-10-2013            | -               | -            | OWSLA                 |
| Gemini - EP                                                         | 2015                  | 18-12-2015            | -               | -            | Sweat It Out! / OWSLA |
| Divide & Conquer EP                                                 | 2016                  | 09-09-2016            | -               | -            | Sweat It Out          |
| Not All the Beautiful Things                                        | 2018                  | 09-03-2018            | -               | -            | Sweat It Out          |

### Singles
| Single met eventuele hitnotering(en) in de Nederlandse Top 40 | Datum van verschijnen | Datum van binnenkomst | Hoogste positie | Aantal weken | Opmerkingen |
| ------------------------------------------------------------- | --------------------- | --------------------- | --------------- | ------------ | ----------- |
| Touched                                                       | 2013                  | 06-11-2013            | -               | -            | /           |
| Jaguar                                                        | 2013                  | 10-12-2013            | -               | -            | OWSLA       |
| Tell Me (& RL Grime)                                          | 2014                  | 08-03-2014            | -               | -            | /           |